# 國道352號 (日本)
國道352號是日本由新潟縣柏崎市至栃木縣河內郡上三川町的一般國道。

## 概要

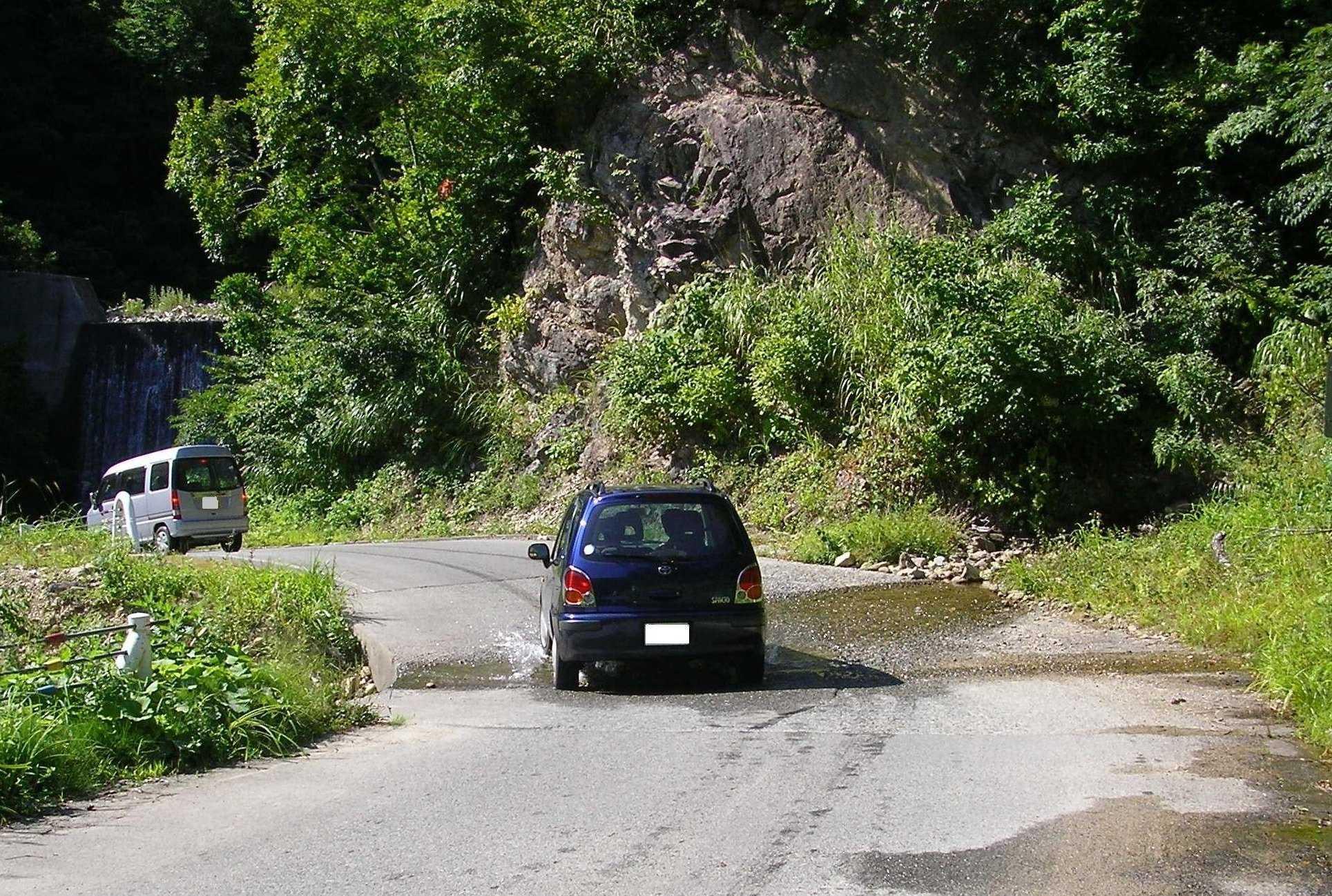
奥只見湖畔

- 陸上距離：327.9km（新潟縣柏崎市～長岡市栖吉町：59.1km、新潟縣長岡市古志種苧原（舊：山古志村）～栃木縣河內郡上三川町：268.8km）
- 起點：新潟縣柏崎市
- 終點：栃木縣河內郡上三川町（新4號國道交點）
- 主要路經：新潟縣長岡市、魚沼市、福島縣南會津郡南會津町、栃木縣日光市
- 指定區間：無

從新潟縣中部起橫穿福島縣南會津地方、採用通過栃木縣的路線、新潟・福島縣境以外相當部分為與其他國道重複的區間。新潟縣長岡市内有未開通區間。新潟・福島縣境前後為大雪地帶、部份區間冬天無法通行。
新潟縣魚沼市至福島縣檜枝岐村段、沿枝折山和奥只見湖、於縣境附近、1行車線的連續急彎與懸崖絕壁只相距1.5車線左右、為俗稱「酷道」的1例。新潟縣側的大湯溫泉至檜枝岐村的國道401號分岐點間、直線距離超過30km、越過枝折峠越與奥只見湖畔的山谷的部份有大量大迂回的彎道、延長超過70km。此區間部份彎道沒有護欄、沒有加油站、手提電話亦不通、通過時應有相當準備。湖畔屈曲路段有大量漫水橋，在雨量多時不能通行。

## 歷史
- 1975年4月1日：一般國道352號（栃木縣今市市（現・日光市） - 新潟縣長岡市）
- 1982年4月1日：一般國道352號（新潟縣柏崎市 - 栃木縣下都賀郡石橋町（現・下野市））
- 1993年4月1日：一般國道352號（新潟縣柏崎市 - 栃木縣河内郡上三川町）

## 未開通（車輛不能通行）區間
- 長岡市栖吉町 - 花立山 - 萱山 - 長岡市古志種苧原

## 通過市町村
- 新潟縣
  - 柏崎市 - 刈羽郡刈羽村 - 柏崎市 - 三島郡出雲崎町 - 長岡市 - （未開通區間） - 長岡市 - 魚沼市 -
- 福島縣
  - 南會津郡檜枝岐村 - 南會津郡南會津町 -
- 栃木縣
  - 日光市 - 鹿沼市 - 下都賀郡壬生町 - 下野市 - 河內郡上三川町

## 連接路線
- 國道8號
- 國道402號
- 國道116號
- 國道400號（日光市(舊藤原町)上三依交點 - 福島縣會津山村大倉戶交點為重複區間）
- 國道403號
- 國道351號
- 國道252號：新潟縣魚沼市・和田交點、四日町
- 國道291號：新潟縣魚沼市・並柳東交點、四日町
- 國道293號（鹿沼市追分交差點 - 下材木町為重複區間）
- 國道17號：新潟縣魚沼市井口新田交點
- 國道401號
- 國道121號（鹿沼市下材木町 - 福島縣會津山村大倉戶交點為重複區間）

## 重複區間
- 國道351號 - 長岡市
- 國道252號 - 魚沼市・和田交點～四日町
- 國道401號 - 檜枝岐村 - 日光市
- 國道121號 - 南會津町 - 鹿沼市
- 國道119號 - 日光市
- 國道293號 - 鹿沼市

## 側道
- 萱山側道
- 東雲側道

## 別名
- 銀山街道（新潟縣魚沼市・本町付近～銀山平地區）
- 壬生通（栃木縣壬生町壬生～鹿沼市附近）
- 日光例幣使街道

## 主要峠
- 萱峠（標高680m）：新潟縣長岡市
- 枝折峠（標高1,065m）：新潟縣魚沼市

## 隧道

### 新潟縣
- 刈羽隧道（刈羽郡刈羽村）
- 中永隧道（三島郡出雲崎町・長岡市）
- 種芋原隧道（以下長岡市）
- 城山隧道
- 折中隧道（以下魚沼市）
- 小平尾隧道
- グミ澤隧道

### 福島縣
- 中山隧道（南會津郡南會津町）

## 關連項目
- 中部地方道路一覽
- 東北地方道路一覽
- 關東地方道路一覽

## 外部連結
- 新潟國道事務所